# Генрі Ерікссон
Кнут Генрі Ерікссон (швед. Knut Henry Eriksson; нар. 23 січня 1920 — пом. 8 січня 2000) — шведський легкоатлет, який спеціалізувався в бігу на середні дистанції.

## Із життєпису
Олімпійський чемпіон-1948 з бігу на 1500 метрів.
Срібний призер чемпіонату Європи-1946 з бігу на 1500 метрів.
Ексрекордсмен світу в естафеті 4×1500 метрів та 4×1 милі (загалом 4 ратифіковані світові рекорди).
Після завершення спортивної кар'єри працював пожежником.

## Основні міжнародні виступи
| Рік  | Змагання         | Місто  | Місце | Дисципліна |
| ---- | ---------------- | ------ | ----- | ---------- |
| 1946 | Чемпіонат Європи | Осло   | 2     | 1500 м     |
| 1948 | Олімпійські ігри | Лондон | 1     | 1500 м     |